# Jardín Botánico de Vegetación Natural Olotense

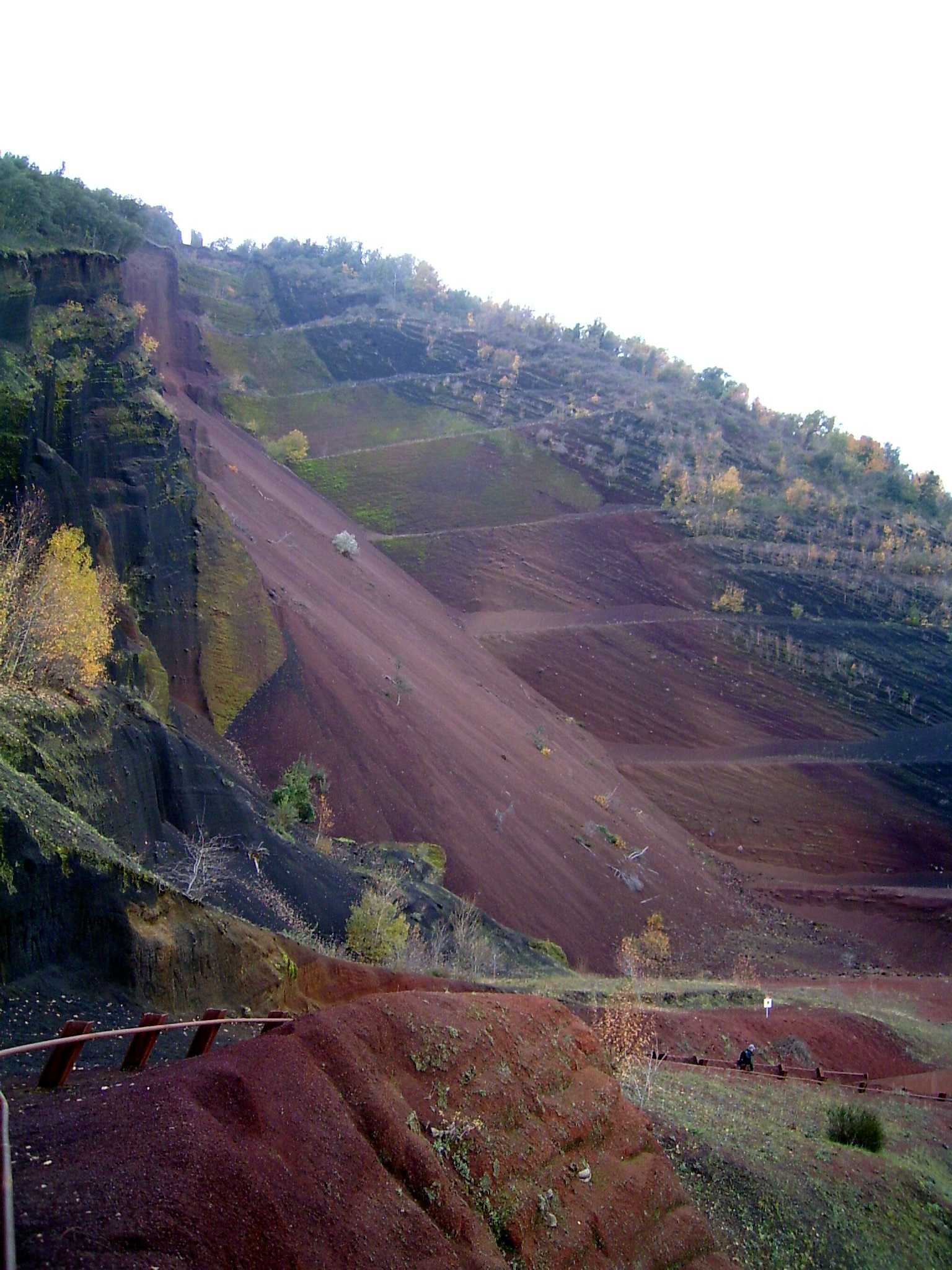
El volcán del Croscat

El Jardín Botánico de Vegetación Natural Olotense (en catalán: Jardí Botànic de Vegetació Natural Olotina) es un jardín botánico de unas cuatro hectáreas de extensión situado en el Parc Nou de la ciudad de Olot, en la provincia de Gerona, en la comunidad autónoma de Cataluña, España.

## Localización
Parc Nou (Avinguda Santa Coloma, 43, 17800 Olot; teléfono: 972266762), dónde también se encuentra el Museo de los Volcanes.

## Historia
El Parc Nou en catalán (Parque Nuevo), era una antigua finca particular, que en el año 1932, pasó a propiedad del ayuntamiento de Olot y se abrió al público el 30 de mayo de 1943 como parque municipal de Olot.
La necesidad de conservar el bosque de robles que aquí existe y la riqueza vegetal de su entorno llevó a la creación del Jardín Botánico en el año 1986. 

## Colecciones
Son de destacar:
- Áreas de Recreo, con césped natural y árboles aislados.
- Prados Naturales, en la linde del bosque, con una gran variedad de especies herbáceas.
- Prados encharcados, áreas que están empapadas de agua la mayor parte del año, con hierbas de porte alto.
- Robledal de roble pènol (Quercus robur) (su nombre catalán proviene del hecho que sus bellotas cuelgan de un largo pedúnculo), este bosque fue declarado arboleda monumental en el año 1990 por el Departament d'Agricultura, Ramaderia i Pesca de la Generalidad de Cataluña.

Se encuentra por encima de las coladas de lava más recientes del volcán del Croscat. Está formada por robles pènols maduros de gran porte, acompañados por arbustos como el boj y el acebo que alcanzan porte arbóreo. Debajo, ya con poca luz disponible, crecen musgos, hiedras y helechos.
- Bosque Caducifolio Mixto, con el roble 'pènol', el tilo de hoja pequeña, el fresno de hoja grande, el olmo, el cerezo, el arce blanco y la robinia, y plantas arbustivas como el boj, el acebo, el avellano, el boj marino y el evónimo, entre otros.
- Parterres, con especies herbáceas de la comarca de La Garrocha, y plantas medicinales que se utilizan en esta comarca.
- Zona de Restauración de un Robledal de Roble Pènol

En esta zona de unos 8000 m2, a finales del año 1996 se plantaron unos 300 árboles y 500 arbustos acompañantes del pènol, una de las comunidades vegetales más escasas en La Garrocha.

## Equipamientos

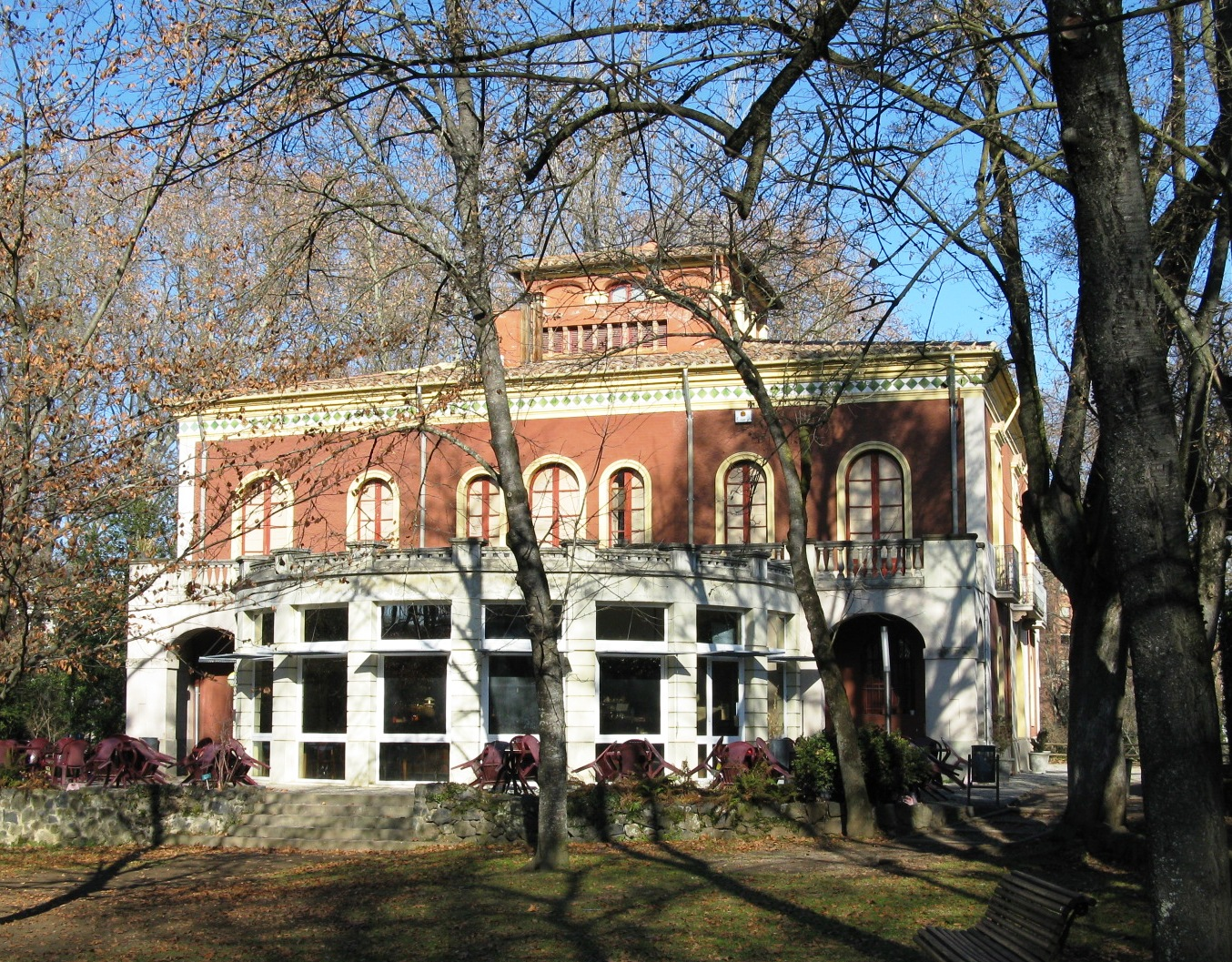
Edificio de "Torre Castanys" que alberga el museo de los volcanes

Dentro del recinto del Jardín botánico, se encuentran:
- Estación Meteorológica

La estación meteorológica del Parc Nou está en funcionamiento desde el año 1988, y cuenta con barómetro de mercurio, barotermohigrógrafo, veleta y anemómetro con los correspondientes indicadores, termómetro de máxima y mínima, higrómetro, pluviómetro y pluviógrafo.
- Torre Castanys, es una mansión de estilo italiano de 1854, obra del arquitecto barcelonés Josep Fontserè. En la planta baja alberga un Museo sobre los Volcanes.